# 「第三世界」主義

1975年4月30日～6月24日の「冷戦時代」の「第三世界」。中立・非同盟諸国は灰色で示されている。

「第三世界」主義（だいさんせかいしゅぎ、サード・ワールド主義とも）は、冷戦期の1940年代後半から1950年代初頭にかけて登場した政治的概念およびイデオロギーであり、アメリカ合衆国とソビエト連邦のいずれにも加担しない国々の間で団結を図ろうとしたものである。この概念は、毛沢東主義の第三世界論と密接に関連しているが、同一ではない。

## 概要
第三世界主義の政治思想家や指導者たちは、冷戦時代の東西対立よりも南北の分断や対立の方が重要であると主張した。3つの世界モデルでは、第一世界の国々はアメリカに同盟する国々を指す。これらの国々は政治的リスクが少なく、民主主義が機能しており、経済的にも安定しているため、高い生活水準を享受している。第二世界の国々は、ソ連の影響下にあった旧社会主義工業国を指す。そして第三世界は、NATOや共産圏のいずれにも属さない非同盟諸国を指していた。第三世界には、通常、アフリカ、ラテンアメリカ、オセアニア、アジアなどの旧植民地国家が含まれる。また、非同盟運動の国々と同義とされることもあり、世界経済の分断において「周辺国」として「中核」の国々に支配される位置にあった国々を指すことが多かった。
「第三世界」主義は、アジア、アフリカ、中東の旧植民地やラテンアメリカの古い国家で生まれた脱植民地化後の新たな政治運動や地域主義と結びついていた。これには、汎アラブ主義、汎アフリカ主義、汎アメリカ主義、汎アジア主義などが含まれる。
「第三世界」主義運動の最初の時期は「第一バンドン時代」と呼ばれ、エジプトのガマール・アブドゥル＝ナーセル、インドネシアのスカルノ、インドのジャワハルラール・ネルーといった指導者が主導していた。1960年代から1970年代には、第二世代の「第三世界」主義政権が登場し、チェ・ゲバラのような革命的で急進的な社会主義のビジョンを掲げた。そして、冷戦の終結を迎えた1980年代末には、第三世界主義は衰退期に入った。

## 第三世界の連帯
第三世界の連帯は、「第三世界」主義の主要な要素であり、帝国主義、植民地主義、新植民地主義に対抗する闘争において、グローバルサウスの国々や人々の間で団結と協力を重視するものである。これは、貧困、発展途上、疎外といった共通の課題に対処するため、かつて植民地支配や抑圧を受けた国々の間で相互支援と共通の利益を追求する原則を体現している。第三世界の連帯には、外交同盟、経済協力、文化交流、相互援助といった様々な形態の協力が含まれる。また、グローバルサウスが自らの運命を切り開き、より公正で平等な国際秩序を追求する姿勢が強調されている。

## 指導者と理論家
「第三世界」主義運動には、以下の指導者たちが関わっていた。
- ズルフィカール・アリー・ブットー
- フワーリー・ブーメディエン
- アミルカル・カブラルとルイス・カブラル
- フィデル・カストロとチェ・ゲバラ
- ウゴ・チャベス
- ムアンマル・アル＝カッザーフィー
- ホー・チ・ミン
- 毛沢東
- パトリス・ルムンバ
- マイケル・マンリー
- エボ・モラレス
- ガマール・アブドゥル＝ナーセル
- ジャワハルラール・ネルー
- クワメ・エンクルマ
- ジュリウス・ニエレレ
- スカルノ
- モハマッド・ハッタ
- トーマス・サンカラ[8]
- ヨシップ・ブロズ・チトー
- モディボ・ケイタ

理論家としては以下の人物が知られている。
- サミール・アミン
- Arghiri Emmanuel
- フランツ・ファノン[9]
- ジャン＝ポール・サルトル[要出典]
- ミールサイト・スルタンガリエフ

## 関連文献
- Bangura, Abdul Karim, "Toward a Pan-Third Worldism: A Challenge to the Association of Third World Studies (Journal of Third World Studies, Spring 2003)
- Bevins, Vincent (2020). The Jakarta Method: Washington's Anticommunist Crusade and the Mass Murder Program that Shaped Our World. PublicAffairs. ISBN 978-1541742406
- Blakeley, Ruth (2009). State Terrorism and Neoliberalism: The North in the South. Routledge. ISBN 978-0415686174
- Hadiz, Vedi R., The Rise of Neo-Third Worldism?: The Indonesian Trajectory and the Consolidation of Illiberal Democracy[リンク切れ],
- Lopes Junior, Gutemberg Pacheco, The Sino-Brazilian Principles in a Latin American and BRICS Context: The Case for Comparative Public Budgeting Legal Research Wisconsin International Law Journal, 13 May 2015
- Malley, Robert, The Call From Algeria: Third Worldism, Revolution, and the Turn to Islam (UC Press)
- Malley, Robert, "The Third Worldist Moment", in Current History (November 1999)
- Slobodian, Quinn, Foreign Front: Third World Politics in Sixties West Germany (Duke University Press)
- Third Worldism or Socialism?, by Solidarity UK